# 坪坝镇 (京山市)
坪坝镇，是中华人民共和国湖北省荆门市京山市下辖的一个乡镇级行政单位。

## 行政区划
坪坝镇下辖以下地区：
坪坝街社区、罗兴村、东川村、杉庙村、丁家畈村、唐庙村、朱岭村、东岳村、程畈村、双榨村、香山村、平桥村、团山村、喻家城村、洞冲村、晏家湾村、芦林村、六台村和九里村。